# ゴーカー・メディア
ゴーカー・メディア（英：Gawker Media）とは、アメリカ合衆国ニューヨーク市のオンラインメディア企業（ブログパブリッシャー）である。ギズモードやライフハッカーなど有力なメディアを抱えて、ブログネットワークを形成している。

## 概要
ゴーカー・メディアは、ブログを使ったメディアの最大手企業である。2010年に発売前の新型iPhone流出事件で、世界的に知られるようになり、日本でも代表的なブログ・メディアとして紹介される事が多い。gawkとはボケーと見るという意味の英語で、ゴシップを紹介するGawker.com、仕事術を紹介するLifehacker、ガジェットを紹介するギズモードなど多数のブログを所有している。日本語版のライフハッカーやギズモードやKotakuもライセンスしており、Yahoo!ニュースなどにも配信している。
報道内容はブログごとに異なるが、例えばゴーカー・ドットコムは日本の毎日デイリーニューズWaiWai問題や東原亜希に対するジョークを紹介する事もある。quantcastのデータによると、利用者は648万人／月～1151万人／月、ページビューは5634万／月～1億815万／月（2012年全世界）で、アメリカ合衆国が大半を占め（7～8割）、その他にカナダやイギリス、オーストラリア、インドからのアクセスが多い。
ゴーカー・ドットコムのトップストーリーの例（2013年1月18日）「フットボールのスターのマンタイ・テオが、死んだ女の子をでっち上げて・なりすました人に騙された。今年もっとも狂った話を説明する6つの理屈」「共和党下院議員達が元奴隷農場に集まって、黒人と会話の練習」「マライア・キャリーとニッキー・ミナージュがアメリカン・アイドルで口論したのがマジかなんて誰が気にするの？面白いじゃん」「報道、サイエントロジーとマンタイ・テオ：多指症の除け者を捜索中」「自分の仕事を中国にアウトソーシングして、猫のビデオをみたり、上手く誤魔化していたアメリカ人のやり方。彼を捕まえた男が語る」「アルジェリア軍が34人の人質を殺害した模様、アメリカ人も被害に、無様なヘリコプター攻撃（最新版）」「オフィス・マネージャーを募集するこの求人広告は、これから毎週同人作品を読んだとしても見つからない位に、ぶっ飛んだ作品だ」。
ゴーカー・メディアはプロのブロガーを雇ってブログを使ったメディアを沢山作る一方で、ブログシステムや広告・渉外は一本化して利益を得るというビジネスモデルを発明・実践した企業の1つとして知られている。これを行う企業はブログパブリッシャー（ブログ出版社）と呼ばれることもある。低コストな経営で、1つのブログの担当記者は初期には1～2人、現在でも5～10人で、名前の売れた記者でも年収3万ドルだとすっぱ抜かれたことがある。その後5万ドル以上になったというが、記者はどんどん転職し企業も引き止めない。不況になれば売上の低いブログは売却し、スタッフはリストラしてしまう。一方、読者はブランド・ロイヤルティが高いので、好不況に関係なく読者を続けてくれると言う。技術的なコダワリが強く、同業他社のようにWordPressやTypePadを使わずに、独自プラットフォームを採用している。アダルトサイトのフレッシュボットのように、ゴーカーメディアの独自プラットフォームに向いていない場合はシステムを改変するのではなく、ブログの売却を選択する。また記事のライセンスにはクリエイティブ・コモンズ（非営利）を採用し、引用・転載の自由度が高いことも特徴の1つである。
ゴーカー・メディアはアメリカ合衆国のメディアだが、イギリスやオーストラリアなど世界各国にローカル版を作っている。運営は現地のパートナー会社に任せていることが多く、例えば日本版は株式会社インフォバーンの子会社のメディアジーン、ブラジル版はF451社、インド版は大手新聞のザ・タイムズ・オブ・インディア社が運営していると言う。コンテンツにはアメリカ版の翻訳記事の他に、運営会社が作成した記事もある。直営方式で運営している場合もあり、ハンガリー版ではオーナーのフィナンシャル・タイムズ時代の同僚のラズロ・シリ（Laszlo Szily）が協力している。またスペイン版はGuanabee社を買収して、ニューヨークとスペインでコンテンツを作成して配信している。

## ブログ一覧

### 芸能
- Gawker（ゴーカー）- ニューヨーク市のメディアとゴシップ。
- Deadspin（デッドスピン）- スポーツ。
- Jezebel（イザベル）- セレブリティ、セックス、女性のファッション。

### 技術
- Gizmodo（ギズモード）- ガジェットとテクノロジー。
- Jalopnik（ジャロプニック）- 自動車と自動車文化。
- Kotaku （コタク）- ビデオゲーム。
- Lifehacker（ライフハッカー）- 仕事術。

### 売却したブログ
- Gridskipper（グリッドスキッパー）- 旅行。
- Idolator（アイドレーター）- 音楽。
- Wonkette（ワンケット）- ワシントンD.C.のゴシップと政治。
- Consumerist（コンシューマーリスト）- 消費者運動。現在「コンシューマー・レポート」が所有。
- Fleshbot（フレッシュボット）- ポルノ。

### かつて存在したブログ
- Sploid（スプロイド）[21] - ニュース、ゲームとテクノロジー。
- Valleywag（バレイワグ）- サンフランシスコとシリコンバレーのゴシップ。
- Defamer（ディフェイマー）- ハリウッドのニュースとゴシップ。
- io9（イオ9）- サイエンス・フィクション。

## 歴史

### 経営
ゴーカー・メディアのオーナーは、ニック・デントンである。1966年にイギリスで生まれ、フィナンシャル・タイムズの記者から起業家に転進した。友人たちと何社か起業した後、2002年にギズモードを実験的に始めた。初代の執筆者はピーター・ロハスで、彼がEngadgetに転職するまで続いた。デントンはウェブログは運営費がかからず低リスクだが、それほど儲かる事業ではなく地道にやるしかないと発言していたが、広告収入は年々増大し、ビジネスは順調だった。2008年の不況により打撃を被ったものの、2009年の広告収入はグループ全体で6000万ドルとなり、営業利益は50％を維持していると言う。

### 記者
ゴーカー・ドットコムの初代の編集者（2003年8月）はエリザベス・スピアーズ（Elizabeth Spiers）だったが、すぐにクワイアー・シチャ（Choire Sicha）に代わった。2004年8月に、シチャは編集ディレクターに昇進し、代わりにジェシカ・コーエン（Jessica Coen）が雇われた。またもうひとり共編者を置くことにして、ご近所の様々なブログからゲスト編集者が招かれた。マット・ハーバー（Matt Haber）は数ヶ月で交代し、ジェシー・オックスフェルド（Jesse Oxfeld）は2006年7月で契約終了、次にアレックス・ボーク（Alex Balk）が続いた。また編集長の地位が作られて、クリス・モーネ（Chris Mohney）が就任した。2006年9月、コーエンがヴァニティ・フェアのオンライン編集者代理に転職すると発表した。前年ニューヨーク・マガジンはコーエンの給料が3万ドルであると報じていた。新たに共編者のエミリー・グルード（Emily Gould）が雇われた。2007年2月、シチャはニューヨーク・オブザーバー紙から戻って、モーネの後をついで編集長になった。2007年9月21日、ボークがレーダーマガジンに転職し、ワンケット・アレックス・パリーネ（Wonkette's Alex Pareene）が後を継いだ。この頃、副編集者のマギー・シュナイアソン（Maggie Shnayerson）がドール・ラファエル（Doree Shafrir）の後任としてサイトに執筆し始めた。

## 沿革
- 2002年 - ギズモードを開設[23]。
- 2003年3月 - コタクを開設。
- 2003年8月 - ゴーカー・ドットコムを開設。
- 2003年11月 - フレッシュボットを開設。
- 2004年 - ディフェイマー[24]とジャロプニックを開設。
- 2005年1月 - ライフハッカーを開設。
- 2005年9月 - デッドスピンを開設。
- 2005年10月 - ニールセン・カンパニー社と共同で、ギズモードのヨーロッパ進出を始める[25]。
- 2005年11月 - Yahoo!とコンテンツ配信の契約を結ぶ（2006年まで）[26]。
- 2006年2月 - バレイワグを開設。
- 2006年7月 - ギズモード・ジャパンを開設[4]。
- 2007年5月 - イザベルを開設。
- 2008年1月 - イオ9を開設。
- 2008年4月 - ワンケット、グリッドスキッパー、アイドレーターの3つのブログを売却する[27]。
- 2008年7月 - ライフハッカー日本版を開設[4]。
- 2008年7月 - ブロガーの給料引き下げを実施[28]。
- 2008年10月 -  19人のレイオフなどリストラを行う[29]。
- 2008年11月 - バレイワグをゴーカー・ドットコムに統合し、スタッフのレイオフを行う[30]。
- 2009年1月 - コンシューマーリストを売却[31]。
- 2009年2月 - ディフェイマーをゴーカー・ドットコムに統合し、スタッフのレイオフを行う[32]。
- 2009年8月 - DDoS攻撃を受ける[33]。
- 2010年2月 - CityFileを買収[34]。
- 2010年4月 - ギズモードにアップルの技術者が紛失した新型iPhoneが流出し、警察が動く騒ぎとなる[35]。
- 2010年12月 - 不正アクセスにより、パスワードが流出[36]。
- 2011年2月 - デザインをリニューアルしたが[37]、ユーザーからは不評のコメントが相次ぎ、アクセス数が半減したという噂が立った[38]。
- 2012年2月 - フレッシュボットを記者のラックス・アルプトラウム（Lux Alptraum）に売却[17]。
- 2012年3月 - コメント欄に、FacebookやTwitterやGoogleなどのソーシャル・ネットワーキング・サービスのアカウントが必須になった[39]。
- 2013年1月 - スペイン語版のギズモードや、インド版のギズモードやライフハッカーを開設[20]。
- 2016年6月 - 連邦倒産法第11章 (Chapter 11) の適用を申請し、再建型倒産手続に入った。理由はハルク・ホーガンの私的行為の映像を公開したことについて、2016年3月に1億4千万ドルの損害賠償を認める判決が出たためである。ゴーカーに私生活を暴露された投資家ピーター・ティールが裁判費用を援助した[40]。